# Клеричи, Джанни
Джанни Клеричи (итал. Gianni Clerici; 24 июля 1930, Комо — 6 июня 2022) — итальянский писатель и спортивный журналист. Клеричи, в молодости игравший в теннис на международном уровне, начал карьеру спортивного журналиста в 1956 году в миланской Giorno и с этого времени написал свыше 6000 статей о теннисе и других видах спорта, став в 1992 году лауреатом премии «Золотое перо» (итал. Penna d’Oro), вручаемой лучшему спортивном журналисту в стране. Как писатель дебютировал в 1965 году с книгой «Настоящий теннис», в дальнейшем расширив тематику своих произведений. Лауреат театральной премии Vallecorsi (1986) за пьесу «Октавиан и Клеопатра», лауреат премии Гринцане Кавур (2006) за сборник рассказов «Зоопарк. Истории о двуногих и других животных». Член Международного зала теннисной славы с 2006 года.

## Биография
Джанни Клеричи родился в 1930 году в Комо. В юности активно занимался теннисом, стал двукратным чемпионом Италии среди юношей в парном разряде (с Фаусто Гардини), на взрослом уровне участвовал в матчах первого круга на чемпионате Франции и Уимблдонском турнире, но дальше не проходил. Неоднократный участник международного чемпионата Италии (как правило, проигрывал в первом круге), победитель любительского Рождественского турнира в Монте-Карло (1953).
В 1956 году Клеричи начал журналистскую карьеру в миланской Giorno как репортёр и помощник редактора, став первым итальянским репортёром, аккредитованным на Уимблдонском турнире. В дальнейшем он сотрудничал в таких газетах как Tempo и La Repubblica, а также на телеканале Sky Sport (где сформировал популярный комментаторский дуэт с Рино Томмази, ведший передачи вплоть до 2011 года). Клеричи, написавший за журналистскую карьеру более 6000 статей, зарекомендовал себя как один из ведущих итальянских технических комментаторов и в 1992 году стал лауреатом национальной премии «Золотое перо» (итал. Penna d’Oro), вручаемой лучшему спортивном журналисту Италии.
В 1965 году Клеричи дебютировал как писатель с книгой «Настоящий теннис» (итал. Il vero tennis). Итало Кальвино дал о его творчестве следующий отзыв:

Клеричи — один из величайших писателей, которых я когда-либо знал. К сожалению, он пишет о спорте.Оригинальный текст (итал.)Clerici è uno dei più grandi scrittori che abbia mai conosciuto. Purtroppo scrive di sport.
В дальнейшем круг тем в творчестве Клеричи расширился: из 21 изданной Клеричи книги теннису посвящены лишь около трети. Он удостоен театральной премии Vallecorsi за 1986 год за пьесу «Октавиан и Клеопатра» (итал. Ottaviano e Cleopatra) и премии Гринцане Кавур за 2006 год за сборник рассказов «Зоопарк. Истории о двуногих и других животных» (итал. Zoo. Storie di bipedi e altri animali). Он был также номинантом на престижную премию Стрега за роман «Фуори Роза», героем которого является бывший футболист — номинаторами выступили Марио Сольдати и Джорджо Бассани. Наиболее известными за пределами Италии, однако, остаются его книги о теннисе — в частности, «500 лет тенниса» (итал. 500 Anni di Tennis, 1974), переведённая на французский, немецкий, английский, испанский и японский языки, и биография Сюзанн Ленглен «Божественная» (итал. Divina, 2002).
В 2006 году имя Джанни Клеричи было включено в списки Международного зала теннисной славы. Он стал вторым итальянцем (после игрока Николы Пьетранджели), избранным в члены этого зала славы.